# دو فرشته
دو فرشته فیلمی به کارگردانی  و نویسندگی محمد حقیقت ساختهٔ سال ۱۳۸۱ است.

## بازیگران
- مهران رجبی
- گلشیفته فراهانی
- فهیمه رحیم نیا
- شراره دولت آبادی
- سیاوش لشگری
- حسن ناهید